# Tycho (krater księżycowy)

Centralne wzniesienie krateru Tycho (2011)

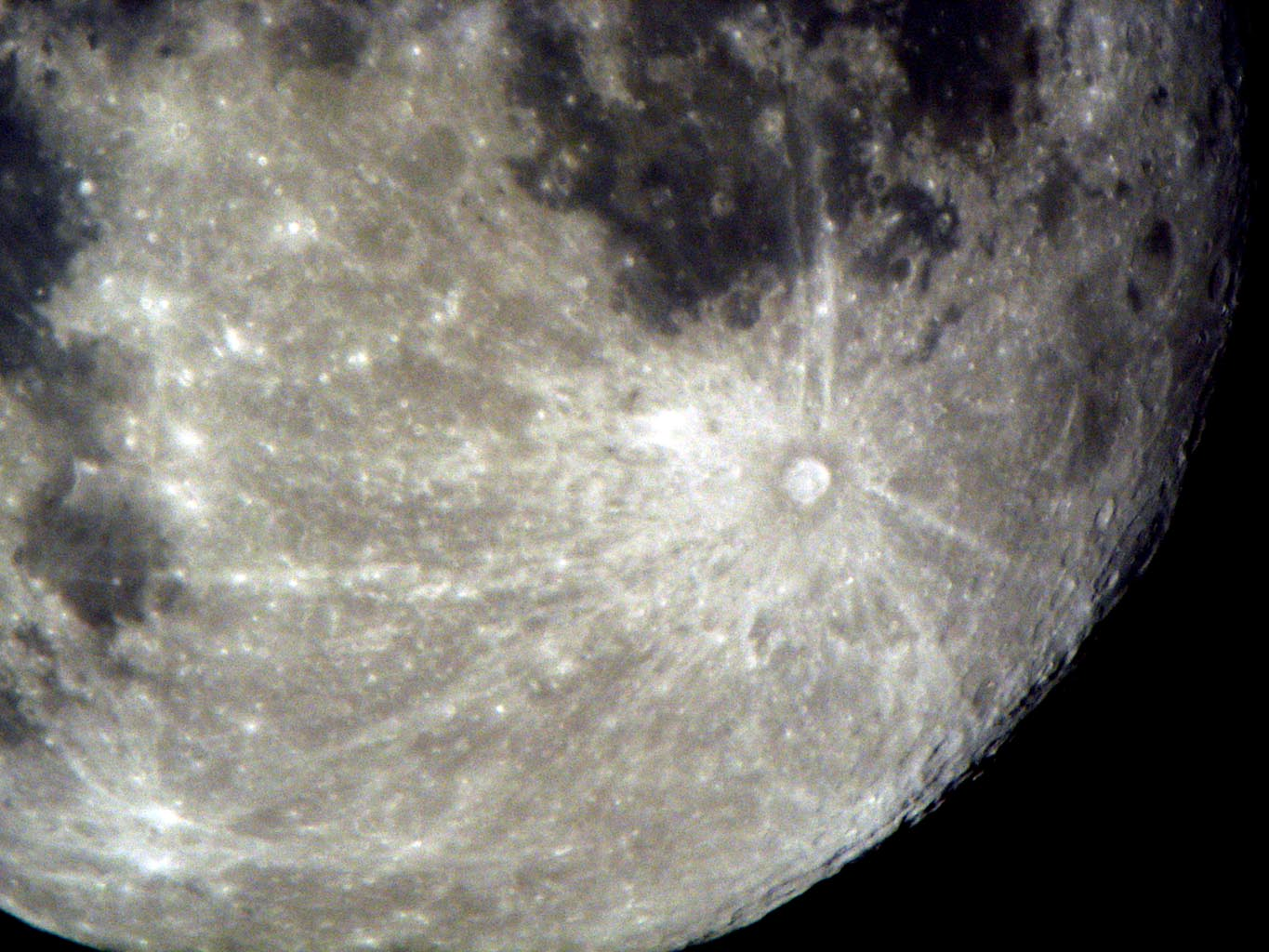
Tycho wraz z systemem promieni

Tycho – krater uderzeniowy na Księżycu, nazwany na cześć duńskiego astronoma Tycho Brahe. Jest to stosunkowo młody krater, jego wiek jest szacowany na 108 milionów lat. Średnica krateru wynosi 85 km a głębokość 4,46 km. Charakterystyczną cechą Tycho jest system promieni rozchodzących się wokół krateru. Ich długość dochodzi do 1500 km. Najlepiej są widoczne w czasie pełni i bez problemu  można je zobaczyć nieuzbrojonym okiem. Wnętrze krateru charakteryzuje się bardzo dużym albedo. Dno Tycho jest dość płaskie, a na środku znajduje się formacja górska o wysokości 1,6 km.

## Możliwe pochodzenie
Analizy z 2007 roku wskazywały, że planetoida, której upadek utworzył krater Tycho z prawdopodobieństwem 70% pochodziła z dużej kolizji mającej miejsce około 160 milionów lat temu w pasie planetoid. W jej wyniku powstała rodzina Baptistiny, nazwana tak od największego należącego do niej obiektu - (298) Baptistina. Jednak w 2011 roku opublikowano wyniki analiz obserwacji teleskopu kosmicznego WISE, które wskazują, że rozpad macierzystego ciała Baptistiny nastąpił 80 milionów lat temu, co znacznie zmniejsza prawdopodobieństwo, że jego fragmenty uderzyły pod koniec kredy w Ziemię i wyklucza związek powstania krateru Tycho z tym zdarzeniem.

## Kratery satelickie
| Tycho | Szerokość | Długość | Średnica |
| ----- | --------- | ------- | -------- |
| A     | 39.9° S   | 12.0° W | 31 km    |
| B     | 43.9° S   | 13.9° W | 13 km    |
| C     | 44.3° S   | 13.7° W | 7 km     |
| D     | 45.6° S   | 14.0° W | 27 km    |
| E     | 42.2° S   | 13.5° W | 14 km    |
| F     | 40.9° S   | 13.1° W | 16 km    |
| H     | 45.2° S   | 15.8° W | 8 km     |
| J     | 42.5° S   | 15.3° W | 11 km    |
| K     | 45.1° S   | 14.3° W | 6 km     |
| P     | 45.3° S   | 13.0° W | 8 km     |
| Q     | 42.5° S   | 15.9° W | 21 km    |
| R     | 41.8° S   | 13.6° W | 5 km     |
| S     | 43.4° S   | 16.1° W | 3 km     |
| T     | 41.2° S   | 12.5° W | 14 km    |
| U     | 41.0° S   | 13.8° W | 19 km    |
| V     | 41.7° S   | 15.3° W | 4 km     |
| W     | 43.2° S   | 15.3° W | 19 km    |
| X     | 43.8° S   | 15.2° W | 13 km    |
| Y     | 44.1° S   | 15.8° W | 19 km    |
| Z     | 43.1° S   | 16.2° W | 24 km    |